# 1522 en philosophie
Chronologie de la philosophie
- 1518
- 1519
- 1520
- 1521
- 1522
- 1523
- 1524
- 1525
- 1526

L’année 1522 a été marquée, en philosophie, par les événements suivants :

## Publications
- Amaury Bouchard : Feminei sexus apologia ("apologie du sexe féminin") écrit pour combattre le jurisconsulte André Tiraqueau.

## Décès
- 30 juin à Stuttgart : Jean Reuchlin, en latin Johannes Reuchlin (son nom est parfois écrit Johann Reichlin), hellénisé en Καπνίον (« fumée », par allusion à son nom, apparenté à l'allemand Rauch de même sens, ou Capnio -par Érasme-),  philosophe et théologien allemand né le 29 janvier 1455 à Pforzheim . Convaincu, contre l'opinion commune de ses contemporains, que l'hébreu, langue de la Bible, avait une valeur spirituelle, notamment par le biais de la kabbale, il fut le premier hébraïste allemand non-juif.